# Bodrum
Bodrum (tidligere Halicarnassus) er en havneby i provinsen Muğla, som ligger på en halvø i det vestlige Tyrkiet ud til Middelhavet. Ca. 20 km sydvest for Bodrum ligger den græske ø Kos. Bodrum har 175.000(2020) indbyggere.
Dagens Bodrum er en berømt turistby og har en stor lystbådehavn. Bodrum ligger kun en halv times kørsel fra det nye turist område Altinkum med Middelhavets næststørste marina til lystbåde og færger.
Bodrum består af flere små byer, der sammenlagt udgør Bodrum. Det første man ser, er de mange hvidkalkede huse på bjergsiderne.
Fra Kos by i Grækenland er der afgang til Bodrum med russisk byggede hydrofoilbåde.